# Hallidia plumipilosa
Hallidia plumipilosa är en tvåvingeart som beskrevs av Hull 1970. Hallidia plumipilosa ingår i släktet Hallidia och familjen svävflugor. Inga underarter finns listade i Catalogue of Life.